# اچ. جان بنجامین
اچ. جان بنجامین (انگلیسی: H. Jon Benjamin؛ زاده ۲۳ مهٔ ۱۹۶۶) یک هنرپیشه، و فیلم‌نامه‌نویس اهل ایالات متحده آمریکا است.
او در فیلم تابستان داغ و مرطوب آمریکایی و ایستگاه بعدی سرزمین عجایب بازی کرده‌است.